# Карлсон, который живёт на крыше (2002)
«Карлсон, который живёт на крыше» (швед. Karlsson på taket) — шведско-норвежская анимационная кинолента, снятая режиссёром Вибеке Идсё.

## Сюжет
Экранизация популярной трилогии о Малыше и Карлсоне по мотивам всех 3 частей в одном фильме.

## Роли озвучивали
- Бёрье Альстедт — Карлсон
- Вильям Сведберг — Малыш (Сванте Свантессон)
- Пернилла Аугуст — мама
- Аллан Свенссон — папа
- Маргарета Крок — фрекен Бок
- Нильс Эклунд — дядя Юлиус (Фаброре Юлиус)
- Магнус Харенстам — Филл
- Лео Магнуссон — Боссе (Боссе Свантессон)
- Эллен Экдаль — Бетан (Бетан Свантессон)
- Грета Рехлин — Гунилла
- Джонатан Скифс — Кристен
- Стив Кратц — пожарный
- Мария Ридберг — учительница
- Пер Сандборг — телеведущий
- Брассе Брэннстрём — Рулле

## Релиз
Премьера в Швеции и Норвегии состоялась 27 сентября 2002 года, в России — 27 декабря 2002 года, в Германии — 20 февраля 2003 года, на Украине — 27 февраля 2003 года, в Польше — 15 августа 2007 года.

## Другие названия
- Karlsson på taket, Astrid Lindgrens Karlsson på taket
- Karlsson on the Roof
- Карлсон, который живёт на крыше
- Karlsson på taget
- Karlsson vom Dach
- やねの上のカールソン
- Karcsi a háztetőn
- Karlsson katuselt
- Karlsson de les teulades
- Karlsson z dachu
- Карлсон, який мешкає на даху
- Karlsson no Telhado

## Телесериал
На основе мультфильма был создан анимационный телесериал с одноимённым названием.